# (35475) 1998 EP9
1998 EP9 (asteroide 35475) é um asteroide da cintura principal. Possui uma excentricidade de 0.13955580 e uma inclinação de 3.30075º.
Este asteroide foi descoberto no dia 6 de março de 1998 por Tetsuo Kagawa em Gekko.